# Ekonomická fakulta Jihočeské univerzity
Ekonomická fakulta Jihočeské univerzity vznikla 1. ledna 2007, kdy se odloučily ekonomické obory ze Zemědělské fakulty.

## Profil Ekonomické fakulty
Ekonomická fakulta se profiluje jako vzdělávací a výzkumná instituce, která vytváří a rozvíjí nezávislé tvůrčí prostředí podporující poznání v ekonomických disciplínách, tvorbu inovací, transfer a kapitalizaci znalostí, založených na spolupráci pedagogů, studentů, zástupců podnikatelské sféry a veřejnoprávních institucí v jižních Čechách, ČR a zahraničí.
Ekonomická fakulta klade důraz na rozvoj moderních forem vzdělávání posilujících praktické dovednosti absolventů (projektová výuka, zapojení studentů do vědy a výzkumu) a internacionalizaci (studijní programy v angličtině a společné studijní programy se zahraničními univerzitami).
Na fakultě exístují všechny stupně vysokoškolského studia (bakalářský, magisterský, doktorský) v prezenční a kombinované formě u většiny studijních programů.

## Mezinárodní spolupráce
Zahraniční spolupráce je na fakultě vnímána jako jedna z klíčových aktivit, která umožňuje další rozvoj kompetencí studentů, prohloubení pedagogických a odborných zkušeností akademických pracovníků a zapojení do mezinárodních vědecko-výzkumných struktur.
Nejaktivnější spolupráce probíhá s francouzskou Université de Bretagne-Sud, Westsächsische Hochschule Zwickau, University of Missouri, slovenskou Poľnohospodárskou univerzitou v Nitře, s univerzitami v Pasově a Linci v blízkém příhraničním prostoru Rakouska a Německa.

## Věda a výzkum
Vědecko-výzkumná činnost pracovníků Ekonomické fakulty se orientuje zejména na témata související s ekonomikou a řízením podniků a socioekonomickými faktory rozvoje regionů.
Rozvíjí se také problematika environmentální ekonomiky, resp. zelené ekonomie a bioekonomie, jako směr inovačních procesů v zemích Evropské unie.

## Historie
Ekonomická fakulta vznikla v roce 2007 a navazuje na tradici ekonomického vysokoškolského vzdělávání v Českých Budějovicích, které se začalo rozvíjet už v 60. letech 20. století.

## Současnost
Ekonomická fakulta rozvíjí aktivity směřující k prohloubení kompetencí studentů organizováním přednášek významných odborníků z praxe, pro aktivní studenty nabízí možnost stínování manažerů nebo stáží ve významných podnicích. Rozvíjí spolupráci s firmami a institucemi zejména v regionu jižních Čech. S vybranými subjekty uzavírá dlouhodobé smlouvy o partnerství, které zahrnují široké spektrum aktivit.
Ekonomická fakulta vydává také svůj časopis EFektiv, který představuje prostor pro prezentaci aktivit realizovaných na fakultě. Autory velké části příspěvků jsou studenti fakulty. 
Ekonomická fakulta také propůjčuje titul fakultní střední škola. První fakultní školou se stala Obchodní akademie v Písku.
Ekonomická fakulta je první vysokou školou v České republice, která získala status Fairtradová fakulta.

## Studijní programy/obory

### Bakalářské studium (Bc.)
- Analýza v ekonomické a finanční praxi
- Ekonomika a management
- Finance a účetnictví
- Cestovní ruch
- Management regionálního rozvoje
- Podniková informatika

### Navazující magisterské studium (Ing.)
- Analýza v ekonomické a finanční praxi
- Aplikovaná informatika
- Finance a účetnictví
- Ekonomika a management
- Management regionálního rozvoje
- Regional and European Project management

### Doktorské studium (Ph.D.)
- Ekonomika a management

## Vedení fakulty
- doc. RNDr. Zuzana Dvořáková Líšková, Ph.D. – děkanka
- Ing. Monika Maříková, Ph.D. – proděkanka  pro rozvoj a vnější vztahy
- doc. Ing. Ladislav Rolínek, Ph.D. – proděkan pro vědu a výzkum